# Нижньокайрактинський сільський округ
Нижньокайракти́нський сільський округ (каз. Төменгі Қайрақты ауылдық округі, рос. Нижнекайрактинский сельский округ) — адміністративна одиниця у складі Шетського району Карагандинської області Казахстану. Адміністративний центр — село Нижні Кайракти.
Населення — 649 осіб (2021; 1031 у 2009, 1652 у 1999, 2524 у 1989).
Станом на 1989 рік існувала Кайрактинська селищна рада (смт Кайракти) ліквідованого Агадирського району. 1991 року було утворено смт Верхні Кайракти, смт Кайракти перейменовано у смт Нижні Кайракти. До 2007 року обидва населені пункти мали статус селищ і перебували у складі Тагилинського сільського округу, після чого утворили окремий Нижньокайрактинський округ.

## Склад
До складу округу входять такі населені пункти:
| Населений пункт       | Населення, осіб (1989) | Населення, осіб (1999) | Населення, осіб (2009) | Населення, осіб (2021) |
| --------------------- | ---------------------- | ---------------------- | ---------------------- | ---------------------- |
| Верхні Кайракти, село | -                      | 611                    | 244                    | 37                     |
| Нижні Кайракти, село  | 2524                   | 1041                   | 787                    | 612                    |